# Juni 1918
Portal Geschichte | Portal Biografien | Aktuelle Ereignisse | Jahreskalender | Tagesartikel

◄ |
19. Jahrhundert |
20. Jahrhundert
| 21. Jahrhundert

◄ |
1880er |
1890er |
1900er |
1910er
| 1920er | 1930er | 1940er | ►

◄ |
1914 |
1915 |
1916 |
1917 |
1918
| 1919 | 1920 | 1921 | 1922 | ►

◄ |
März 1918 |
April 1918 |
Mai 1918 |
Juni 1918 |
Juli 1918 |
August 1918 |
September 1918 |
►
Dieser Artikel behandelt tagesbezogene Nachrichten und Ereignisse im Juni 1918.

## Tagesgeschehen

### 1. Juni
- Geburt von Juan Alfredo Arzube Jaramillo, Weihbischof in Los Angeles († 2007)
- Geburt von Gavin Astor, britischer Adliger und Verleger († 1984)
- Geburt von Hans Merkle, deutscher Fußballtrainer († 1993)
- Geburt von Herbert A. Strauss, deutsch-US-amerikanischer Historiker († 2005)

### 2. Juni
- Geburt von Ruth Atkinson, kanadische Comicautorin und Comiczeichnerin († 1997)

### 3. Juni
- Geburt von Robert Swink, US-amerikanischer Filmeditor († 2000)

### 4. Juni
- Die Konferenz von Batumi endet mit erheblichen Gebietsverschiebungen im Kaukasusgebiet zugunsten des Osmanischen Reichs. Im Vertrag von Batumi erkaufen die neu gegründeten Staaten Armenien und Georgien mit ihrem Verzicht nicht nur auf die von Sowjetrussland im Vertrag von Brest-Litowsk abgetretenen Gebiete von Kars, Ardahan und Batumi, sondern zusätzlicher Gebiete der Gouvernements Tiflis und Jerewan inklusive der Eisenbahnlinie von Alexandropol nach Dschulfa den Frieden mit den Türken.
- Geburt von Marcelo Koc, argentinischer Komponist († 2006)
- Geburt von Jan van Dijk, niederländischer Komponist und Pianist († 2016)

### 5. Juni
- Geburt von Theodore Wilbur Anderson, US-amerikanischer Mathematiker († 2016)
- Geburt von Branimir Sakač, kroatischer Komponist († 1979)

### 6. Juni
- Geburt von Martin Esslin, britischer Theaterwissenschaftler († 2002)

### 8. Juni
- Die deutsche Kaukasusexpedition erreicht Georgien.
- In Samara wird die Komutsch-Regierung gebildet.
- Geburt von Åke Gustav Andersson, schwedischer Eishockeyspieler († 1982)
- Geburt von Gunther Philipp, österreichischer Schauspieler († 2003)
- Geburt von Robert Preston, US-amerikanischer Schauspieler († 1987)

### 9. Juni
- Eine weitere deutsche Offensive am Matz beginnt (bis 14. Juni).
- Geburt von John Hospers, emeritierter US-amerikanischer Professor der Philosophie († 2011)

### 10. Juni
- Die Szent István wird in der Adria von einem italienischen Torpedoboot versenkt.
- Geburt von Barry Morse, britischer Schauspieler († 2008)
- Geburt von Patachou, französische Sängerin und Schauspielerin († 2015)

### 11. Juni
- US-Marineinfanteristen landen in Murmansk.
- Geburt von Ruth Hughes Aarons, US-amerikanische Tischtennisspielerin († 1980)
- Geburt von Marianne Laqueur, deutsche Informatikerin († 2006)

### 12. Juni
- Tiflis wird von deutschen Truppen besetzt.
- Beginn einer österreich-ungarischen Offensive am Tonalepass.
- Geburt von Samuel Z. Arkoff, US-amerikanischer Filmproduzent und Regisseur († 2001)

### 13. Juni
- Waffenstillstand zwischen der Volksrepublik Ukraine und Sowjetrussland
- Geburt von Helmut Lent, Flieger der deutschen Luftwaffe im Zweiten Weltkrieg († 1944)

### 14. Juni
- Türkische Truppen besetzen Täbris.

### 15. Juni
- Die Zweite Piaveschlacht beginnt (bis 23. Juni).
- Geburt von François Tombalbaye, tschadischer Präsident († 1975)

### 16. Juni
- Geburt von Fred Ihrt, deutscher Pressefotograf († 2005)

### 17. Juni
- Geburt von Ajahn Chah, buddhistischer Mönch († 1992)
- Geburt von Harry F. Bisel, US-amerikanischer Onkologe († 1994)

### 18. Juni
- General Louis Félix Marie Franchet d’Espèrey wird zum alliierten Oberbefehlshaber an der Mazedonienfront ernannt.
- Selbstversenkung der russischen Schwarzmeerflotte, um nicht in deutsche Hand zu fallen.
- Geburt von Morris B. Abram, US-amerikanischer Jurist († 2000)
- Geburt von Pearl Chertok, US-amerikanische Harfenistin, Musikpädagogin und Komponistin († 1981)
- Geburt von Jerome Karle, US-amerikanischer Physikochemiker († 2013)
- Geburt von Franco Modigliani, italienischer Wirtschaftswissenschaftler und Nobelpreisträger († 2003)

### 22. Juni
- Geburt von Cicely Saunders, englische Ärztin († 2005)

### 24. Juni
- Geburt von Hans-Günther Assel, deutscher Politikwissenschaftler († 2002)

### 26. Juni
- Geburt von Ingeborg Weber-Kellermann, deutsche Volkskundlerin († 1993)

### 27. Juni
- Das britische Hospitalschiff Llandovery Castle wird vor der irischen Küste durch U 86 versenkt.

### 28. Juni
- Geburt von Friedrich Falch, österreichischer Politiker († 2002)

### 29. Juni
- US-Truppen haben die italienische Front erreicht.
- Geburt von Ernst Leisi, Schweizer Anglistikprofessor und Autor († 2001)
- Geburt von Richard Edmund Lyng, US-amerikanischer Politiker († 2003)